# Wolves
Wolves är ett studioalbum av Miss Li, utgivet 10 april 2013.

## Låtlista

### CD 1
1. Spaceship - 3:59
2. Sugar Coma - 3:31
3. Transformer - 3:42
4. Dancing In The Dark - 3:57
5. Happy Birthday - 2:12
6. Black Widow - 3:56
7. Russian Roulette - 4:08
8. Interlude - 1:08
9. The Room - 5:15

### CD 2
1. Här kommer natten - 3:51
2. Nåt för dom som väntar	- 4:31
3. Under isen (ligger himlen) - 5:10
4. 1:a gången - 3:28
5. När tåget går - 6:12
6. No One Sleeps When I'm Awake - 3:53
7. Lovekiller - 2:46
8. Somebody Loves You - 3:03

## Listplaceringar
| Lista (2013) | Topplacering |
| ------------ | ------------ |
| Sverige      | 2            |

### Fotnoter
1. ↑  ”Wolves” (på engelska). Discogs. 19 mars 2013. http://www.discogs.com/Miss-Li-Wolves/release/4970609. Läst 27 december 2014.
2. ↑  ”Wolves”. Swedishcharts. 19 mars 2013. http://www.swedishcharts.com/showitem.asp?interpret=Miss+Li&titel=Wolves&cat=a. Läst 27 december 2014.